# Wilfried Nelissen

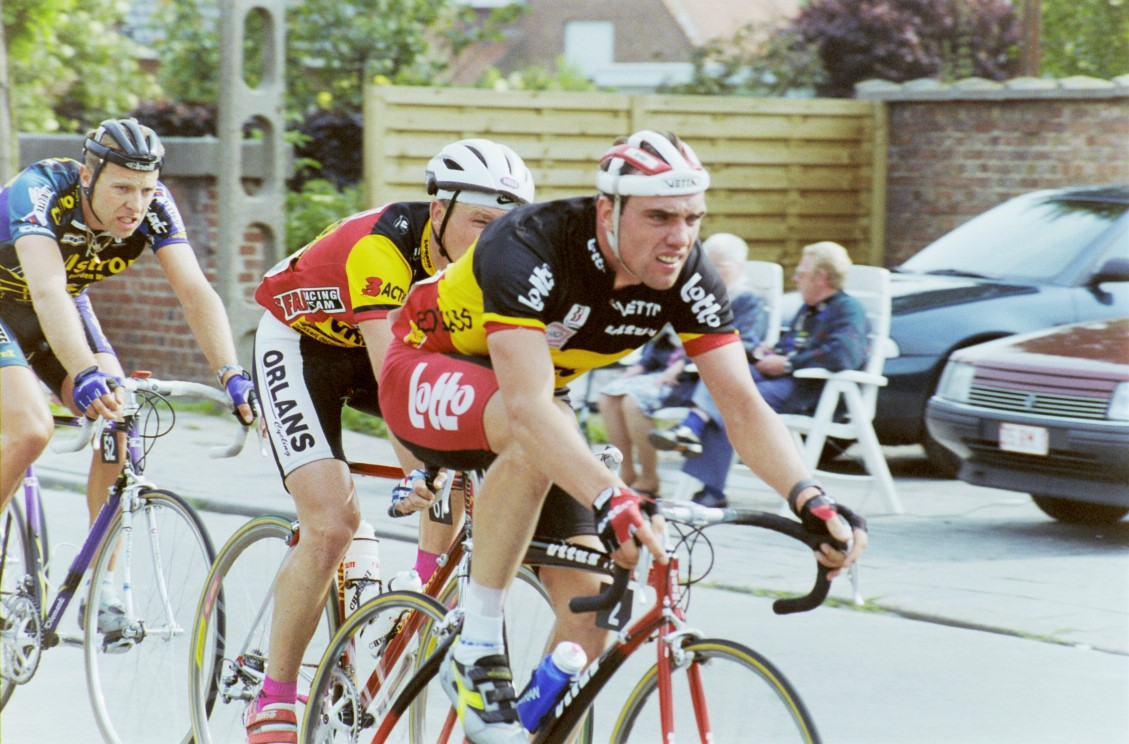
Wilfried Nelissen in actie tijdens Gullegem Koerse 1995

Wilfried Nelissen (Wellen, 5 mei 1970), bijgenaamd Jerommeke en de Buffel van Wellen, is een voormalig Belgisch wielrenner. Hij stond vooral bekend als spurter.

## Biografie
In 1986 werd Wilfried Nelissen reeds Belgisch kampioen bij de nieuwelingen in het Henegouwse Momignies. Dit was na een primeur. Doordat hij en Serge Baguet nagenoeg tegelijkertijd over de streep kwamen en de jury geen winnaar kon aanduiden, werd er beslist de laatste kilometer over te doen. Hier was Nelissen, als betere sprinter, in het voordeel.
In 1992 won de Buffel van Wellen met de Scheldeprijs in Schoten zijn eerste topkoers door Johan Museeuw in de spurt te verslaan. 1 jaar later werd hij in dezelfde wedstrijd tweede, maar werd nadien gedeclasseerd na een positieve dopingcontrole. Hij werd betrapt op het gebruik van het verboden efedrine en werd 2 maanden geschorst.
In 1993 veroverde Wilfried Nelissen de gele trui in de Ronde van Frankrijk. Dit deed Jerommeke na in Vannes topsprinters Cipollini, Abdoezjaparov en Olaf Ludwig te verslaan. Nelissen zou hem drie dagen dragen en die verwezenlijking zou volgens hem het toppunt van zijn korte carrière zijn. Hij won ook 2 maal op rij de Omloop Het Volk en kon zich 2 maal tot Belgisch kampioen kronen.
Wilfried Nelissen moest zijn veelbelovende carrière in 1998 stopzetten wegens knieproblemen nadat hij twee jaar eerder, in 1996, zwaar ten val was gekomen tijdens Gent-Wevelgem. Hij reed er na nauwelijks 8 km met een hoge snelheid tegen een houten verkeerspaaltje. De gevolgen waren catastrofaal: een dubbele open breuk aan het scheenbeen, een breuk aan het dijbeen en een knieschijffractuur. Er was op een moment levensgevaar door overvloedig bloedverlies. Jerommeke probeerde nog terug te keren bij Palmans-Lystex, maar in 1998 begaf zijn knie het definitief op training. Het voorval werd later als een arbeidsongeval gezien waarbij Nelissen voor 16 procent invalide werd verklaard.
Op 3 juli 1994 was Nelissen als Belgisch kampioen ook al betrokken in een zware valpartij tijdens de Ronde van Frankrijk, toen hij op een agent van de Franse gendarmerie botste tijdens de massasprint in Armentières, waarbij hij Laurent Jalabert van ONCE aan hoge snelheid over zich heen kreeg. De Fransman was toen het ergste toegetakeld en had een gebroken oogkas, gebroken jukbeen, gebroken sleutelbeen en gebroken tanden.
Wilfried Nelissen wordt gezien als een van de snelste spurters van zijn generatie.

## Belangrijkste overwinningen
1986
- Belgisch kampioen op de weg, nieuwelingen

1990
- Belgisch kampioen op de weg, amateurs

1991
- 2e etappe Ronde van de Oise
- Eindklassement Ronde van de Oise
- 3e etappe Ronde van Luxemburg
- Flèche Hesbignonne-Cras Avernas

1992
- Scheldeprijs Schoten
- 2e etappe Parijs-Bourges
- Eindklassement Parijs-Bourges
- 3e etappe Ronde van Zwitserland
- 6e etappe Ronde van Zwitserland
- 1e etappe Dauphiné Libéré
- 3e etappe Dauphiné Libéré
- 1e etappe Ronde van Nederland
- 2e etappe Ruta del Sol

1993
- Omloop Het Volk
- 2e etappe Ronde van Frankrijk
- 1e etappe Ronde van Nederland
- 2e etappe Ronde van Nederland
- 4e etappe Ronde van Nederland

1994
- Belgisch kampioen op de weg, profs
- Omloop Het Volk
- 1e etappe Vierdaagse van Duinkerken
- 2e etappe Vierdaagse van Duinkerken
- 1e etappe Ster van Bessèges
- 3e etappe Ster van Bessèges
- 2e etappe Ronde van de Middellandse Zee
- GP d'Isbergues
- Ridderronde Maastricht

1995
- Belgisch kampioen op de weg, profs
- 1e etappe Parijs-Nice
- 3e etappe Parijs-Nice
- 3e etappe Vierdaagse van Duinkerken
- 3e etappe Ronde van Nederland
- 2e etappe Midi Libre
- 1e etappe Ster van Bessèges
- 3e etappe Ster van Bessèges
- 5e etappe Ster van Bessèges
- 1e etappe Ronde van Picardië
- 2e etappe Ronde van Picardië
- 1e etappe deel A Route du Sud
- 2e etappe Route du Sud
- 4e etappe Route du Sud
- Gullegem Koerse

1996
- 2e etappe Parijs-Nice
- 1e etappe Ster van Bessèges
- 2e etappe Ster van Bessèges
- 3e etappe Ster van Bessèges
- Clásica de Almería
- 1e etappe Ruta del Sol
- 4e etappe Ruta del Sol

## Resultaten in voornaamste wedstrijden
| Jaar | Ronde van Italië | Ronde van Frankrijk | Ronde van Spanje |
| ---- | ---------------- | ------------------- | ---------------- |
| 1991 |                  |                     |                  |
| 1992 |                  | opgave              |                  |
| 1993 |                  | opgave (1)          |                  |
| 1994 |                  |                     |                  |
| 1995 |                  | opgave              |                  |
| 1996 |                  |                     |                  |

| Jaar | Milaan-San Remo | Gent-Wevelgem | Ronde van Vlaanderen | Parijs-Roubaix | Parijs-Brussel | Omloop Het Volk | E3 Harelbeke |
| ---- | --------------- | ------------- | -------------------- | -------------- | -------------- | --------------- | ------------ |
| 1991 |                 | 24e           |                      |                |                | 7e              | 10e          |
| 1992 |                 |               |                      |                | 12e            | 7e              |              |
| 1993 |                 | 8e            |                      | 10e            |                | ↑               |              |
| 1994 |                 |               |                      |                | 37e            | ↑               |              |
| 1995 | 141e            | 7e            | 38e                  | 16e            | 4e             | 4e              |              |
| 1996 | 75e             |               |                      |                |                |                 | ↑            |